# Homero Mauro Duarte
Homero Mauro Duarte é um político brasileiro do estado de Minas Gerais. Foi deputado estadual em Minas Gerais durante a 12ª legislatura (1991 a 1992) sendo eleito pelo PRN.